# Comuna Mala Pomicina, Novoukraiinka
Mala Pomicina (în ucraineană Мала Помічна) este o comună în raionul Novoukraiinka, regiunea Kirovohrad, Ucraina, formată din satele Kovalivka, Mala Pomicina (reședința), Piddubne și Vîsoțke.

## Demografie
Componența lingvistică a comunei Mala Pomicina
     Ucraineană (94,85%)
     Rusă (4,29%)
     Alte limbi (0,86%)
Conform recensământului din 2001, majoritatea populației comunei Mala Pomicina era vorbitoare de ucraineană (94,85%), existând în minoritate și vorbitori de rusă (4,29%).